# グレース・ボニー
グレース・ボニー（Grace Bonney、1981年6月9日 - ）は、アメリカ合衆国の著作家、ブロガー、起業家。ボニーは、15年続いたインテリアデザインに関するブログである「Design*Sponge」を創始したことでよく知られている。ボニーは、『ニューヨーク・タイムズ』紙がベストセラーに選んだ『自分で「始めた」女たち (In The Company of Women)』という本で、逆境に打ち勝った女性起業家たち百人以上の話を取り上げた。ボニーは、DIYのインテリアデザインの本『Design*Sponge at Home』の著者でもある。

## 経歴

### Design*Sponge
2004年、ボニーは、インテリアデザインのブログ「Design*Sponge」を立ち上げ、デザインや文化に関わる様々な問題取り上げ、ジャンルを超えた幅広いやりとりを展開するようになった。このサイトの内容は毎日更新され、クリエイティブなコミュニティを生み出すことになった。この人気ウェブサイトは、15年間にわたり毎日200万人近くが閲覧するようになり、アドビ (Adobe) から「インターネットで最も人気が高いデザインに関するブログのひとつ (one of the internet's most popular design blogs)」と評された。「Design*Sponge」は、2019年8月に最後の記事が投稿されて更新が終了したが、その後、ブログ全てが、アメリカ議会図書館によって正式にアーカイブ化された。
このブログは、もともとデザインPRの会社で働いていたボニーがフルタイムの仕事のサイド・プロジェクトとして立ち上げたものだったが、後に彼女はフリーランスのライターになり、『House and Garden』、『Domino』、『Craft』など様々なインテリアやデザインに関する出版物に寄稿するようになった。2009年の時点で「Design*Sponge」は、多数の閲覧者をもっており、広告主たちからも注目されるようになっては「Design*Sponge」について、初期からのブログであったことが幸いしたとして、次のように述べている。「当時インターネットに繋いで、家具とかインテリアデザインについて見回してみても、出てくるのは私たちみたいなごく少数しかなかった。私たちは、今ではほとんど不可能な、オルガニック（有機的）なやり方で成長したのよ。(When you went on the internet and looked for furniture or interior design, there was only going to be a few of us that popped up. We grew in a way that is nearly impossible to do today, organically.)」
このブログの焦点は、時間の経過とともに、ベニーの人格的な成長や興味関心を反映して、進展して行った。ブログは「製品から離れて、人々を中心に据えるように (away from products to center on people)」なり、「いかにジェンダーや階級、人種主義や社会問題、多様性が、デザインに結び付き、影響を及ぼしているのか、といった話題 (topics such as how gender, classism, and racism, social issues, and diversity connect to and influence design)」を扱い始めた。
ボニーがブログの終了を決めたのは、広告業界の変化、ソーシャルメディアの台頭、デザイン関連サイトの叢生などを受けてのことであり、これらの原因によってウェブサイトの運営を継続することは、財政的に不可能になった。ブログの内容に関する戦略を変更して「クリック数を追う (chasing clicks)」より、ボニーは15周年を迎えたところでブログを終了させることを選んだ。

### 雑誌『Good Company』
2018年、ボニーは印刷媒体として雑誌『Good Company: Where Creativity Meets Business』の発行を始めた。この雑誌は、ボニーの著作である『自分で「始めた」女たち (Good Company)』から着想したものであった。この雑誌は、「あらゆる年代の女性やノンバイナリーたちに、動機、着想、実践的助言や、生き生きとしたコネクションとコミュニティの感覚を (motivation, inspiration, practical advice, and a vital sense of connection and community for women and non-binary creatives at every stage of life)」提供するため創刊された。この雑誌は、年2回刊が目指されたが、第3号までしか続かなかった。

## 私生活
ボニーは、バージニア州バージニアビーチで育ち、ウィリアム・アンド・メアリー大学に学んだ。大学卒業後にニューヨークへ移り住んだ。ボニーは、クィアであったため、中学校や高等学校でいじめられ、このため30歳になるまで内面化されたホモフォビアと闘っていた。2003年10月、ボニーは、アーロン・コールズ (Aaron Coles) と出会った。ふたりは2009年に結婚し、2011年に離婚した。離婚後、ボニーはクィアであることを公表した。
2013年、ボニーは、シェフであるジュリア・ターシェンと同性結婚した。ポッドキャスト『LGBTQ&A』において、ボニーは「つまり、とっても紋切り型のレズビアンの話で、Eメールで始まって、デートして、3日後に転がり込んで、4か月後に結婚し、犬を飼って、家を手に入れって、全部クリシェよ (I mean, it's a super stereotypical lesbian story of email, date, moved in three days later, married four months later, dog, house, all the cliches)」と述べた。ボニーは、クィアであることを自認している。2022年、ボニーはノンバイナリーであることをカミングアウトし、以降、「彼女 (she/her)」という代名詞を用いないとした。
ボニーは、35歳の時点で、1型糖尿病に罹患している。
ボニーは、女性たちがワーク・ライフ・バランスにおいて、いかに非現実的な期待に晒されているかについて声を上げており、女性たちは成功したロールモデルから学ぶことが大切だと考えている。ボニーの起業家としての実績は、フレデリック・ダグラスの精神と事績を体現した存命の人物を顕彰するプロジェクトである「the Frederick Douglass 200」に取り上げられた。

## おもな著書
- Design*Sponge at Home (2014), Artisan; ISBN 9781579654313[28]
- In the Company of Women: Inspiration and Advice from over 100 Makers, Artists, and Entrepreneurs (2016), Artisan; ISBN 9781579659813[29]
  - （日本語版：月谷真紀 訳）自分で「始めた」女たち 「好き」を仕事にするための最良のアドバイス&インスピレーション、海と月社、2019年
- Collective Wisdom: Lessons, Inspiration, and Advice from Women over 50 (2021), Artisan; ISBN 978-1579659431